# Courteney Cox
Courteney Bass Cox (Birmingham, 15 giugno 1964) è un'attrice, regista e produttrice televisiva statunitense.
Celebre per il ruolo di Monica Geller nella sitcom Friends e per quello di Gale Weathers nella saga horror Scream di Wes Craven, tra il 1999 e il 2010 ha aggiunto al suo cognome quello dell'allora marito David Arquette, facendosi accreditare come Courteney Cox Arquette.

## Biografia
Nata in una ricca famiglia dell'Alabama, figlia dell'uomo d'affari Richard Lewis Cox Sr. (1931–2001) e di Courteney Bass Copeland. Ha due sorelle maggiori, Virginia e Dottie, e un fratello maggiore, Richard Jr. Courteney Cox è cresciuta nell'esclusivo centro residenziale di Mountain Brook, nei pressi di Birmingham. Da giovane ha studiato architettura e interior design al Mount Vernon College. Dopo solo un anno ha lasciato questa scuola per dedicarsi alla carriera di modella e attrice.

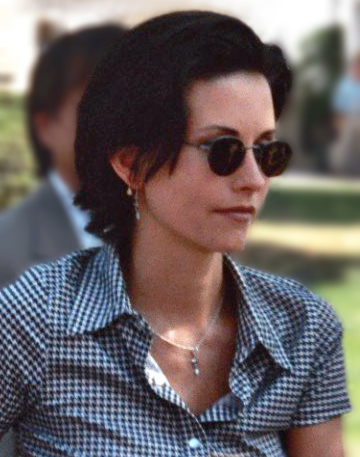
Courteney Cox nel 1995

Nel 1984, a vent'anni, appare nel videoclip musicale per Dancing in the Dark di Bruce Springsteen, realizzato sotto la direzione di Brian De Palma. Nello stesso periodo ha preso parte all'episodio Lo gnomo d'argento della serie La signora in giallo. Il suo ruolo più famoso è stato quello della cuoca Monica Geller nella celebre sitcom Friends tra il 1994 e il 2004. Ha poi raggiunto fama a livello internazionale per l'interpretazione della giornalista Gale Weathers nella saga horror Scream, ruolo che ha mantenuto in tutti i film prodotti. Nel 2001 fu candidata ai Razzie Awards come peggior attrice non protagonista per il film La rapina.
Dal 2007 al 2008 ha interpretato Lucy Spiller, spietata direttrice di un giornale scandalistico, protagonista della serie televisiva drammatica Dirt. Ha poi partecipato come personaggio ricorrente all'ottava stagione di Scrubs - Medici ai primi ferri, nel ruolo del primario di medicina Taylor Maddox. Dal 2009 al 2015 è la protagonista della serie commedia Cougar Town, per cui ha ricevuto una candidatura ai Golden Globe come migliore attrice.

## Vita privata
Courtney Cox ha frequentato il rock promoter Ian Copeland, l'attore Micheal Keaton e il cantante Adam Duritz dei Counting Crows. Ha sposato l'attore David Arquette, conosciuto durante le riprese di Scream, il 12 giugno 1999 nella Grace Cathedral a San Francisco. La coppia ha avuto una figlia, Coco, nel giugno 2004; Jennifer Aniston ne è la madrina. Cox ha poi sofferto di depressione post-partum durante i primi sei mesi dopo la nascita della figlia. L'11 ottobre 2010 Cox e Arquette hanno annunciato la separazione, rimanendo comunque in buoni rapporti e lavorando ancora insieme nella Coquette Productions. A giugno 2012 Arquette chiede il divorzio dopo quasi due anni di separazione dalla Cox, divorzio che è stato finalizzato a maggio 2013.
Verso la fine del 2013, la Cox ha iniziato a frequentare Johnny McDaid, membro della band Snow Patrol. La coppia ha annunciato il proprio fidanzamento ufficiale nel giugno 2014. I due hanno annullato il fidanzamento poco dopo, pur rimanendo insieme.
Nel 2017 ha partecipato come ospite al programma televisivo Who Do You Think You Are?, che ricostruisce l'albero genealogico di ospiti famosi, ed ha scoperto di essere una discendente del Re d'Inghilterra Guglielmo il Conquistatore.

## Filmografia

### Attrice

#### Cinema
- Doppio gioco (Down Twisted), regia di Albert Pyun (1987)
- I dominatori dell'universo (Masters of the Universe), regia di Gary Goddard (1987)
- Cocoon - Il ritorno (Cocoon: The Return), regia di Daniel Petrie (1988)
- Shaking the Tree, regia di Duane Clark (1990)
- Mr. Destiny, regia di James Orr (1990)
- Blue Desert, regia di Bradley Battersby (1991)
- Le regole del gioco (The Opposite Sex and How to Live with Them), regia di Matthew Meshekoff (1992)
- Ace Ventura - L'acchiappanimali (Ace Ventura: Pet Detective), regia di Tom Shadyac (1994)
- Scream, regia di Wes Craven (1996)
- Commandments, regia di Daniel Taplitz (1997)
- Scream 2, regia di Wes Craven (1997)
- The Runner, regia di Ron Moler (1999)
- Scream 3, regia di Wes Craven (2000)
- La rapina (3000 Miles to Graceland), regia di Demian Lichtenstein (2001)
- The Shrink Is In, regia di Richard Benjamin (2001)
- Get Well Soon, regia di Justin McCarthy (2001)
- November, regia di Greg Harrison (2004)
- L'altra sporca ultima meta (The Longest Yard), regia di Peter Segal (2005) - cameo non accreditato
- Capitan Zoom - Accademia per supereroi (Zoom), regia di Peter Hewitt (2006)
- The Tripper, regia di David Arquette (2006)
- Alien Love Triangle, regia di Danny Boyle – cortometraggio (2008)
- The Monday Before Thanksgiving, regia di Courteney Cox – cortometraggio (2008)
- Racconti incantati (Bedtime Stories), regia di Adam Shankman (2008)
- Scream 4, regia di Wes Craven (2011)
- Got Rights?, regia di Kamala Lopez – cortometraggio (2012)
- Mothers and Daughters, regia di Paul Duddridge, Nigel Levy (2016)
- Scream, regia di Matt Bettinelli-Olpin e Tyler Gillett (2022)
- Scream VI, regia di Matt Bettinelli-Olpin e Tyler Gillett (2023)

#### Televisione
- Così gira il mondo (As the World Turns) – soap opera, 1 episodio (1984)
- Code Name: Foxfire – serie TV, episodio 1x01 (1985) - non accreditata
- Misfits (Misfits of Science) – serie TV, 16 episodi (1985-1988)
- Love Boat (The Love Boat) – serie TV, episodio 9x11 (1986)
- Sylvan in Paradise - episodio pilota scartato (1986)
- La signora in giallo (Murder, She Wrote) – serie TV, episodi 3x01-3x02 (1985-1986)
- Casa Keaton (Family Ties) – serie TV, 19 episodi (1987-1989)
- Se è martedì allora siamo in Belgio (If It's Tuesday, It Still Must Be Belgium), regia di Bob Sweeney – film TV (1987)
- Tornerò a Natale (I'll be Home for Christmas), regia di Marvin J. Chomsky – film TV (1988)
- L'uomo che volevo (Roxanne: The Prize Pulitzer), regia di Richard A. Colla – film TV (1989)
- Fino al prossimo incontro (Till We Meet Again), regia di Charles Jarrott – miniserie TV (1989)
- Curiosità fatale (Curiosity Kills), regia di Colin Bucksey – film TV (1990)
- Morton & Hayes – serie TV, episodio 1x04 (1991)
- Due nonne e un bebè (Battling for Baby), regia di Art Wolff – film TV (1992)
- Dream On – serie TV, episodio 3x10 (1992)
- The Trouble with Larry – serie TV, 7 episodi (1993)
- Seinfeld – serie TV, episodio 5x17 (1994)
- Friends – serie TV, 236 episodi (1994-2004)
- Identikit nel buio (Sketch Artist II: Hands That See), regia di Jack Sholder – film TV (1995)
- The Larry Sanders Show – serie TV, episodio 4x13 (1995)
- Dirt – serie TV, 20 episodi (2007-2008)
- Scrubs - Medici ai primi ferri (Scrubs) – serie TV, episodi 8x01-8x02-8x03 (2009)
- Web Therapy - serie web, episodi 2x07-2x08-2x09 (2009)
- Cougar Town – serie TV, 102 episodi (2009-2015)
- Web Therapy – serie TV, episodio 1x08 (2011)
- Private Practice – serie TV, episodio 5x05 (2011)
- TalhotBlond - Trappola virtuale (TalhotBlond), regia di Courteney Cox – film TV (2012)
- Go On – serie TV, episodio 1x20 (2013)
- Drunk History – serie TV, episodi 2x10, 4x07 (2014-2016)
- Shameless – serie TV, episodio 9x06 (2018)
- Modern Family – serie TV, episodio 11×10 (2020)
- Friends: The Reunion, regia di Ben Winston - special TV (2021)
- Shining Vale – serie TV, 16 episodi (2022-2023)

#### Doppiatrice
- Happily Ever After: Fairy Tales for Every Child – serie TV, episodio 3x01 (1999)
- Barnyard - Il cortile (Barnyard), regia di Steve Oedekerk (2006)

#### Videoclip
- Dancing in the Dark di Bruce Springsteen (1984)
- I'll Be There for You dei The Rembrandts (1994)
- Good intentions dei Toad the Wet Sprocket (1995)
- A Long December dei Counting Crows (1996)

### Regista
- The Monday Before Thanksgiving (2008)
- TalhotBlond - Trappola virtuale (TalhotBlond) (2012) – film TV
- Cougar Town – serie TV, 12 episodi (2012-2015)
- Just Before I Go (2014)

### Sceneggiatrice
- The Monday Before Thanksgiving (2008)

### Produttrice
- Mile High - reality show
- The Shrink Is In, regia di Richard Benjamin (2001)
- Mix It Up – serie TV, 4 episodi (2004)
- Dirt Squirrel - episodio pilota scartato (2005)
- Talk Show Diaries - episodio pilota scartato (2005)
- The MidNighty News - episodio pilota scartato (2005)
- Daisy Does America - reality show, 8 episodi (2005-2007)
- The Tripper, regia di David Arquette (2006)
- Dirt – serie TV, 20 episodi (2007-2008)
- The Butler's in Love, regia di David Arquette (2008) – cortometraggio
- Cougar Town – serie TV, 102 episodi (2009-2014)
- TalhotBlond - Trappola virtuale (TalhotBlond) (2012)
- Just Before I Go (2014)

## Riconoscimenti
- Hollywood Walk of Fame
  - 2023 – Stella[19]

## Doppiatrici italiane
Nelle versioni in italiano dei suoi lavori, Courteney Cox è stata doppiata da:
- Barbara De Bortoli in Seinfeld, Friends, Dirt, Racconti incantati, Scrubs - Medici ai primi ferri, Cougar Town[20], Web Therapy, Shameless, Modern Family, Friends: The Reunion, Shining Vale
- Cinzia De Carolis in Scream, Scream 2, Scream 3, Scream 4, Mothers and Daughters, Scream (2022), Scream VI
- Laura Boccanera ne La signora in giallo, Fino al prossimo incontro, Ace Ventura - L'acchiappanimali
- Eleonora De Angelis ne La rapina, Get Well Soon, L'altra sporca ultima meta
- Francesca Bregni in Misfits
- Micaela Esdra in Casa Keaton (1ª voce)
- Emanuela Rossi in Casa Keaton (2ª voce)
- Silvia Tognoloni ne I dominatori dell'universo
- Antonella Rinaldi in Cocoon - Il ritorno
- Beatrice Margiotti in Mr. Destiny
- Georgia Lepore in Commandments
- Tiziana Avarista in Captain Zoom - Accademia per supereroi

Da doppiatrice è sostituita da:
- Chiara Colizzi in Barnyard - Il cortile